# Lucy Briers
Lucy Briers (Londra, 19 agosto 1967) è un'attrice inglese.

## Biografia
Figlia dell'attore Richard Briers e dell'attrice Ann Davies, decide di fare l'attrice all'età di 9 anni.
Ha frequentato la  St Paul's Girls' School di Londra, dal 1978 al 1985 e l'Università di Lancaster studiando teatro e scultura. Ha poi frequentato un corso di recitazione triennale presso la Old Vic Theatre School di Bristol, fondata da Laurence Olivier. Oltre a recitare, la Briers suona sia il pianoforte che il flauto.
La Briers ha lavorato in moltissime serie televisive, ma è nota al pubblico britannico soprattutto per aver interpretato Mary Bennet nell'adattamento televisivo del romanzo Orgoglio e pregiudizio di Jane Austen, prodotto nel 1995 dalla BBC.
Nel 2008 ha recitato nel film per la tv della BBC Il mio amico Einstein ed è stata la  voce narrante del documentario The Riddle of Pompeii e nelle serie Nurses e Ladette a Lady.

## Filmografia parziale
- Orgoglio e pregiudizio (Pride and Prejudice) – miniserie TV, 6 puntate (1995)
- Poirot (Agatha Christie's Poirot) – serie TV, episodio 9x04 (2004)
- Il mio amico Einstein (Einstein and Eddington), regia di Philip Martin – film TV (2008)
- L'ispettore Barnaby (Midsomer Murders) – serie TV, episodio 14x01 (2011)
- Il giovane ispettore Morse (Endeavour) – serie TV, episodio 7x01 (2020)